# Regno di Tlemcen

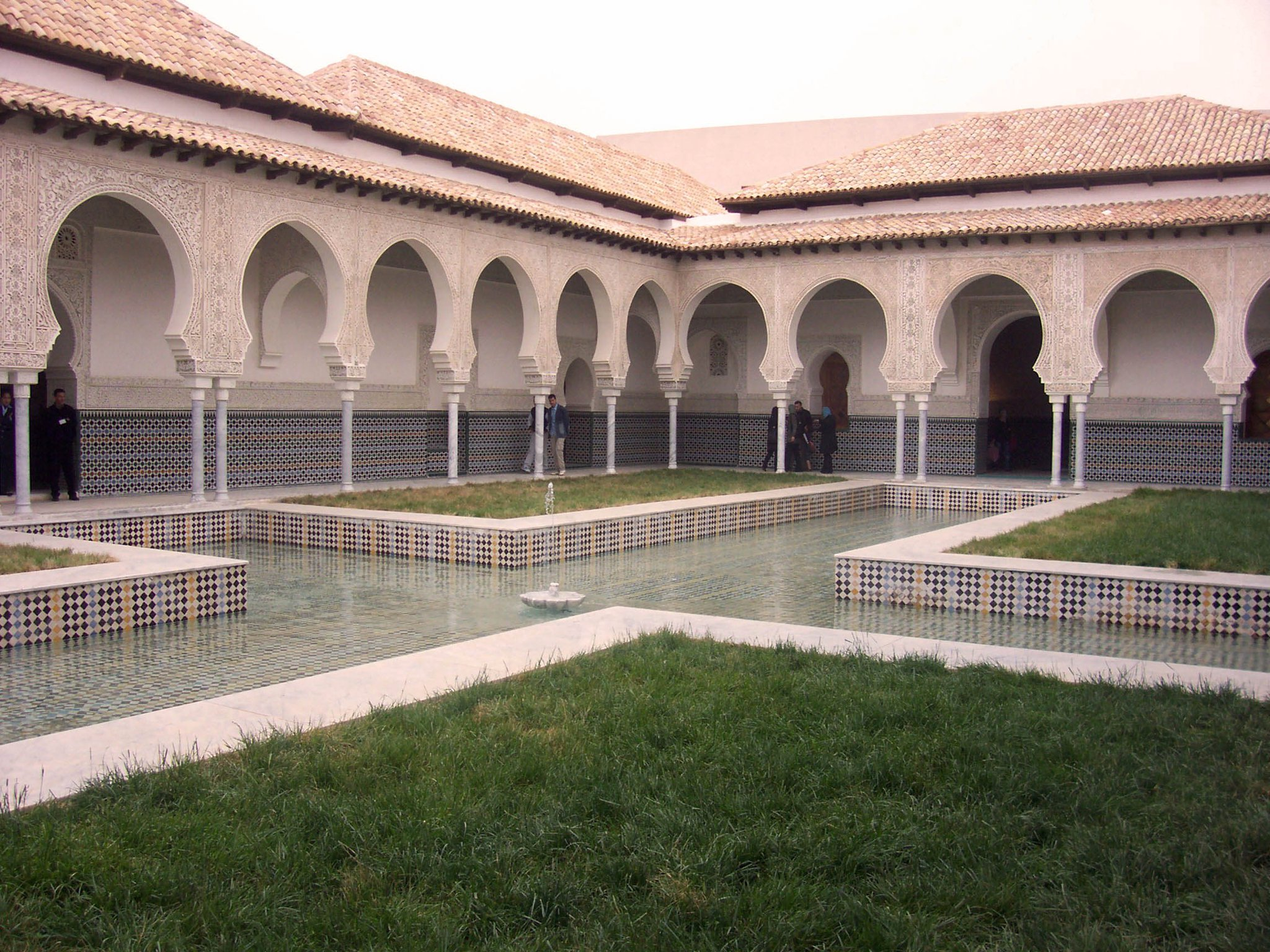
Il palazzo El Mechouar di Tlemcen, palazzo reale della dinastia zayyanide.

Il Regno di Tlemcen fu regno situato nel nord ovest dell'attuale Algeria, il cui territorio si estendeva dalla capitale Tlemcen ad ovest, al fiume Chelif ad est
Il regnò venne fondato con l'inizio delle decadenza del califfato almohade nel 1236, e durò fino a quando non passò sotto il controllo ottomano nel 1554. Fu governato da sultani della dinastia zayyanide. La capitale del regno, Tlemcen, si trovava sulla strada principale est-ovest tra il Maghreb al-Aqsa (Marocco) e l'Ifriqiya.
Si trovava in una posizione sfavorevole militarmente ma strategica economicamente, in quanto centro di passaggio delle vie commerciali trans-sahariane e disponeva di fiorenti porti per il commercio mediterraneo quali Orano. La sua prosperità economica attirò i suoi potenti vicini. In momenti diversi i Merinidi marocchini da ovest, gli Hafsidi d'Ifriqiya da est e gli aragonesi da nord, invasero il regno.

## Storia

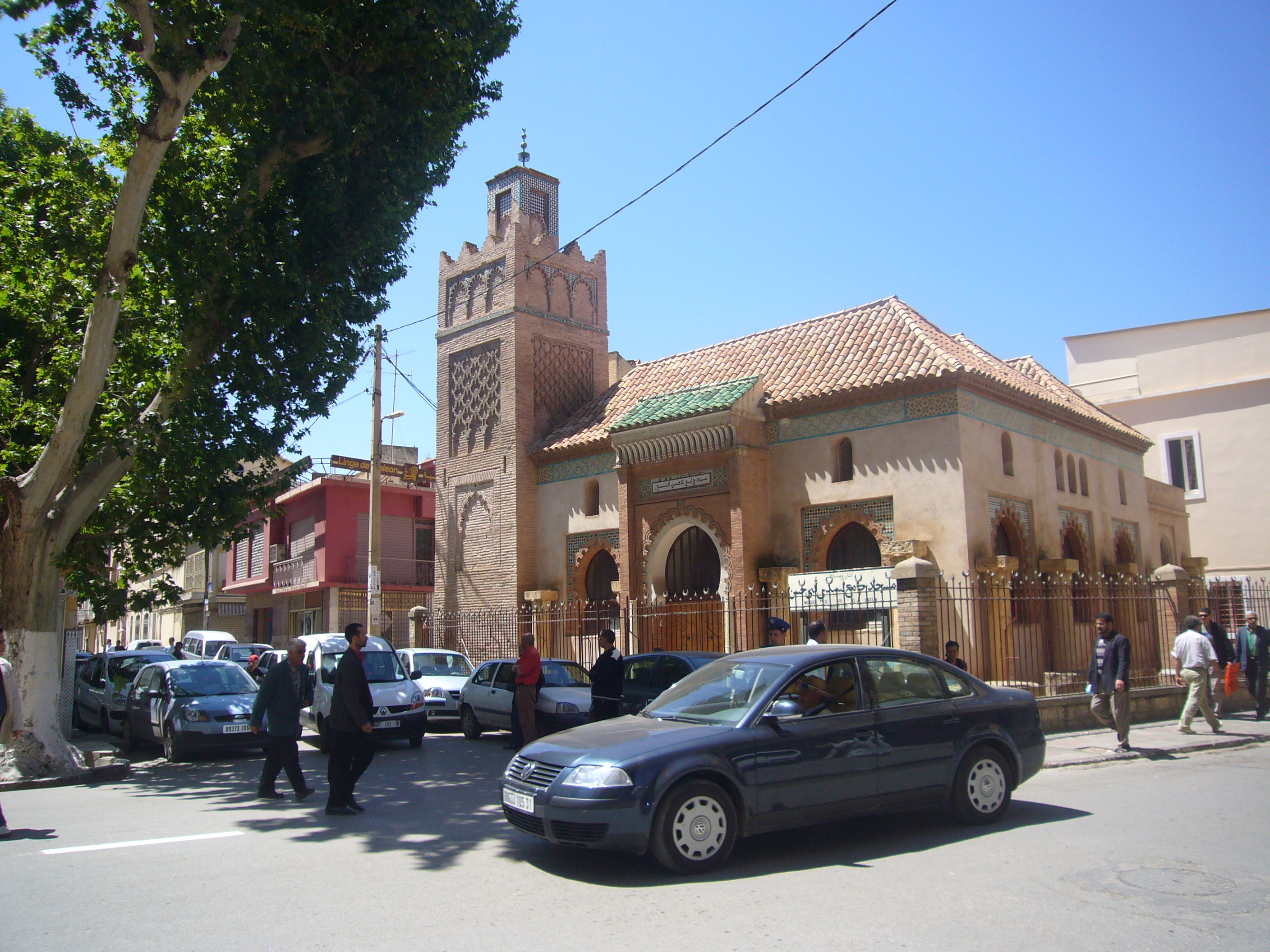
La Moschea di Sidi Bellahsen, fatta costruire da Yaghmurasan ibn Zayyan primo sultano del Regno di Tlemcen.

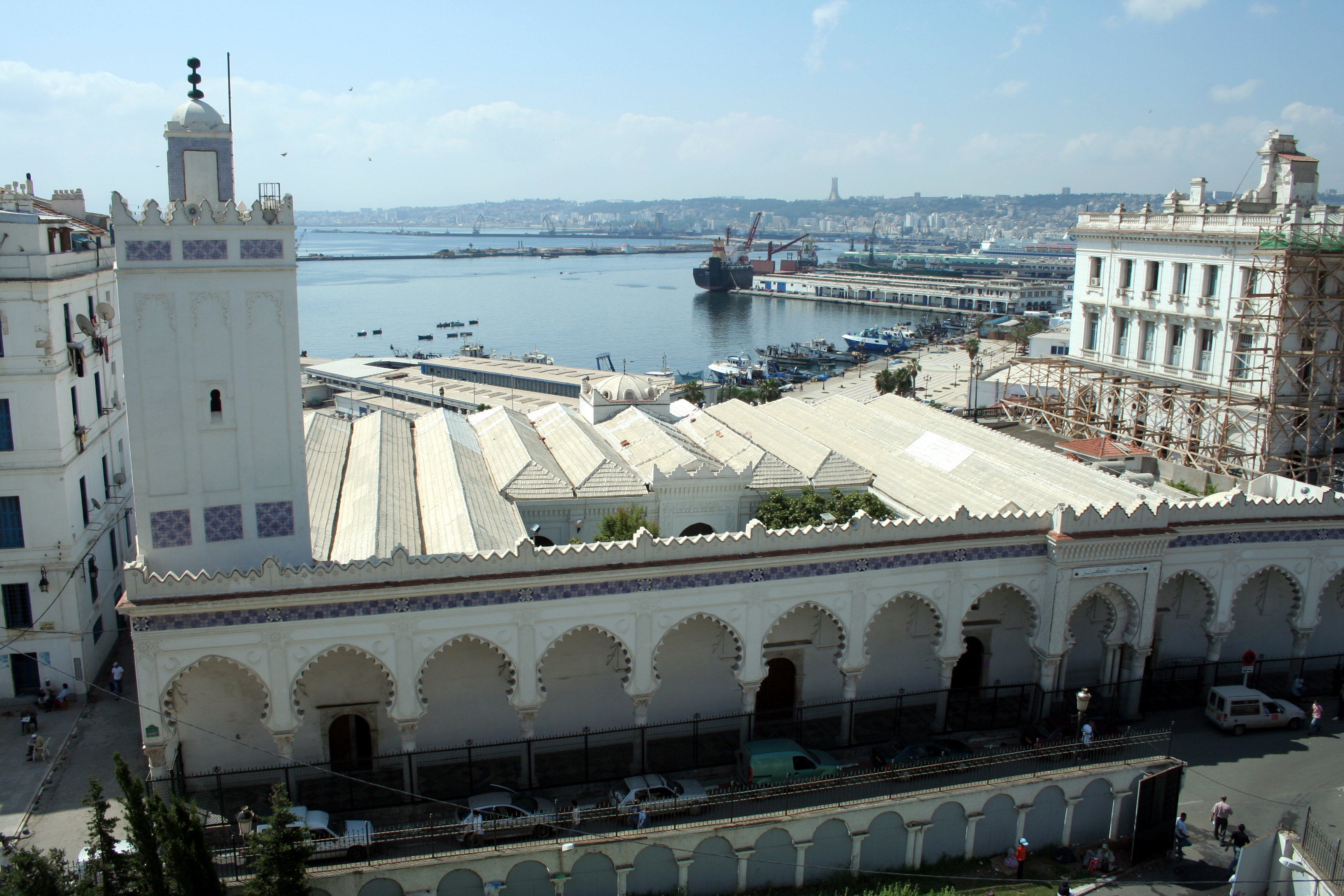
La Grande Moschea di Algeri, fatta costruire dal sultano Abu Tashfin Abd al-Rahman I ad Algeri.

Tlemcen era una fertile e ben irrigata città che fu un importante centro sotto gli Almoravidi e i loro successori Almohadi, che costruirono delle nuove mura intorno alla città nel 1161.
Yaghmurasan ibn Zayyan, il fondatore della dinastia degli Zayyanidi, erano capo della tribù berbera dei Banu 'Abd al-Wad, che si era stabilita nel Maghreb centrale in epoca almohade. Ibn Zayyan era governatore di Tlemcen per conto degli Almohadi. Quando l'impero almohade cominciò a declinare e a frammentarsi, nel 1236, Yaghmurasen dichiarò la sua indipendenza. La città di Tlemcen divenne la capitale del neonato Regno di Tlemcen, uno dei quattro Stati successori a quello almohade, che verrà governato per secoli dagli Ziyyanidi, i successori di Ibn Zayyan.
Yaghmurasan fu in grado di mantenere il controllo sui vari gruppi berberi e arabi rivali, e di fronte alla minaccia dei Merinidi del Maghreb al-Aqsa, formò un'alleanza con il Sultanato di Granada e con il re di Castiglia Alfonso X. Secondo Ibn Khaldun, "era l'uomo più coraggioso, più temuto e onorevole della famiglia dei Banu 'Abd al-Wad. Nessuno ha curato gli interessi del suo popolo, ha mantenuto l'influenza del regno e gestito l'amministrazione statale meglio di lui". Prima della sua morte disse al figlio erede al trono Uthman di mantenere una posizione difensiva nei confronti del regno merinide, ma di espandersi nel territorio hafside se possibile.
Yaghmurasan fondò un esercito di arabi Banu Hilal e aveva più di 2.000 mercenari cristiani castigliani (Farfanes) al suo servizio. Gli Zayyanidi non imposero alcun madhab, ma quello Malikita era quello più seguito. Gli Zayyanidi svilupparono la città di Tlemcen, costruirono palazzi, biblioteche, scuole, fondachi e crearono splendidi giardini e grandi opere per d'irrigazione. Le scienze e le arti si svilupparono durante il loro regno.
La capitale zayyanide ha dovuto subire più assedi Merinidi. Durante il primo assedio merinide condotto da Abu Ya'qub Yusuf al-Nasr, la città dovette resistere per otto anni.
Sventato il pericolo Merinide, Abu Zayyan Muhammad I ristabilì l'ordine nel regno. Attaccò e sottomise le tribù del nordovest che avevano sostenuto i Merinidi durante la loro invasione. Il suo fratello e successore Abu Hammu Musa I si occupò della restaurazione di Tlemcen, danneggiata dall'assedio. Riuscì ad impedire ai Merinidi di espandersi oltre la città di Oujda e proseguì la politica di espansione nella valle del fiume Chelif. Fu assassinato dal figlio Abu Tashfin Abd al-Rahman I nel 1318.
Abu Tashfin invase l'Ifriqiya hafside. Il sultano hafside chiese aiuto al sultano merinide Abu l-Hasan 'Ali ibn 'Uthman, che era sposato con una nobile hafside. L'intervento hafside mise Abu Tashfin sulla difensiva. Tlemcen venne assediata per la seconda volta dai Merinidi, venendo espugnata nel 1337. La prima occupazione merinide del Regno di Tlemcen durò fino al 1348, quando il sultano Abu Sa'id 'Uthman II restaurò il controllo zayyanide sul regno. Abu 'Inan Faris, figlio di Abu l-Hasan, riconquistò il Regno di Tlemcen dal 1352 al 1359.

I Merinidi occuparono periodicamente Tlemcen, in particolare nel 1360 e nel 1370.
Sotto il regno di Abu Hammu Musa II il potere zayyanide si rafforzò. Ma più tardi, la dinastia iniziò a declinare.
Nel 1516, il sultano Abu Hammu Musa III accettò di diventare vassallo di Ferdinando il Cattolico, provocando l'ostilità della popolazione che chiese l'intervento del corsaro ottomano Aruj Barbarossa. Nel 1518 Aruj ristabilì sul trono di Tlemcen l'ex sultano Abu Zayyan Ahmad. Quest'ultimo conquistò Kal'at Beni Rashid e uccise Ishaq, fratello di Aruj. Il Regno divenne il centro della guerra tra ottomani e spagnoli. Nel 1550 il sultano Hasan ibn 'Abd Allah II venne detronizzato dagli ottomani e si rifugiò nel possedimento spagnolo di Orano. Il Maghreb centrale passò definitivamente sotto il controllo ottomano nel 1554, ciò segnò la fine del Regno di Tlemcen.

## Economia

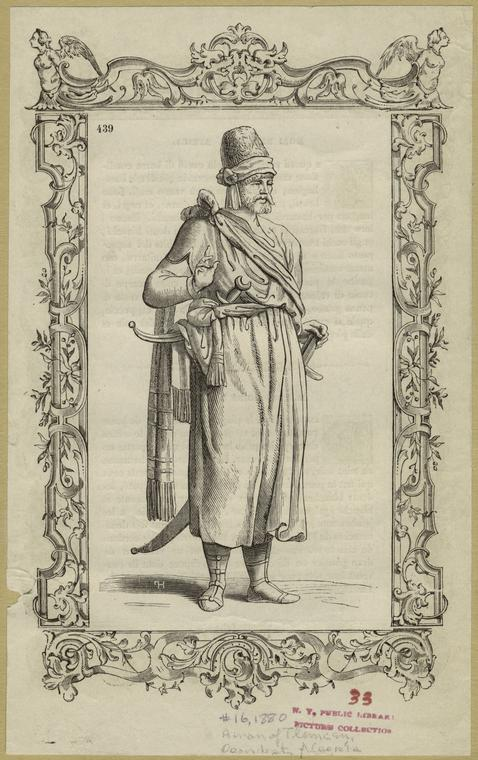
Rappresentazione europea di un uomo di Tlemcen.

La città di Tlemcen sostituì Tiaret come centro del commercio del Maghreb centrale, situata sulla rotta est-ovest tra Fez e l'Ifriqiya. Un altro importante itinerario commerciale era quello che legava il Sahara alla città portuale di Orano, passando per Tlemcen. Orano, era un porto fondato da andalusi nel X secolo per gestire il commercio con Tiaret, divenne in epoca zayyanide il principale porto del Regno, centro di intensi scambi commerciali con l'Europa. L'importante città commerciale di Sigilmassa era più vicina alla capitale merinide Fez che a Tlemcen, ma nella strada per Fez c'erano le montagne dell'Atlante, mentre il percorso per Tlemcen era più facile per le carovane. Yaghmurasan conquistò Sigilmassa nel 1257, mantenendone il controllo fino al 1264, tenendo la città per quasi dieci anni.
La città di Tlemcen divenne un centro importante, con molte scuole, moschee e palazzi. Tlemcen ospitava anche un centro commerciale europeo (funduq) che faceva da tramite tra i mercanti africani ed europei. In particolare, Tlemcen è stata uno dei principali punti di passaggio dell'oro africano (in arrivo dal sud del Sahara attraverso Sigilmassa e Taghaza) che veniva venduto agli europei. Di conseguenza, Tlemcen divenne integrata nel sistema finanziario europeo. Per questo motivo, per esempio, dei cambiali genovesi circolavano nella città.
Il regno mantenne continui rapporti commerciali con i centri mercantili europei di Pisa, Genova, Firenze, Venezia, Barcellona e Marsiglia. 37

Trattati commerciali vennero firmati con la Repubblica di Pisa nel 1230 e nel 126 . Con la rivale Repubblica di Genova nel 1236 e nel 1251, con la Repubblica di Venezia nel 1251 e nel 1252.
Tlemcen ospitò diverse madrase note e numerose fondazioni religiose facoltose, diventando uno dei principali centri intellettuali del Maghreb. Nel suq intorno alla Grande Moschea, i mercanti vendevano tessuti di lana e tappeti provenienti da est, schiavi e oro di dal sud del Sahara, terracotta e pelletterie locali, e una varietà di prodotti marittimi del Mar Mediterraneo.
Il regno accolse in diverse epoche gli ebrei in fuga dalle persecuzioni in Spagna. La prima ondata di profughi ebrei arrivò dopo la rivolta anti ebraica scoppiata nella Spagna cristiana del 1391. Gli ebrei in fuga dalla persecuzioni si rifugiarono in particolar modo nel Regno di Tlemcen, tant'è vero che Algeri divenne un grande ed importante centro di cultura ebraica nel XV secolo. Gli immigrati spagnoli sbarcavano ad Algeri, Orano, Mostaganem e Bijaya, per poi raggiungere le città dell'interno, dove si stabilirono definitivamente, con il permesso delle autorità musulmane.

Una cronaca dell'epoca dice:
Nel complesso, gli ebrei vennero ben accolti dalle comunità ebraiche native, ma per un periodo di tempo iniziale formarono due gruppi separati.
Gli ebrei algerini nativi erano conosciuti come "portatori di turbanti", i nuovi arrivati invece erano chiamati "portatori di birettas". Notevolmente superiori agli ebrei nativi dal punto di vista culturale e nell'attività commerciale, gli ebrei sefarditi presero presto il sopravvento sulle comunità, e già nei primi anni del XV secolo i rabbini di origini spagnole si trovavano a capo della maggior parte delle comunità ebraiche algerine: ad Algeri, i rabbini capi furono Isaac ben Sheshet Barfat, noto come "Ribash", e Simon ben Zemah Duran I, detto "Raṣhbaẓ", a Orano, Amram ben Merovas Ephrati, a Costantina, Joseph ben Menir e Maimun ben Saadia Najar, a Médéa, Saadia Darmon, a Tlemcen, Abraham ben Hakin ed Efraim Ankawa, a Bijaya, Benjamin Amer, e così via.
La più grande ondata di immigrazione ebraica in Maghreb si ebbe dopo che i Re cattolici di Spagna, Isabella di Castiglia e Ferdinando II di Aragona decretarono l'espulsione degli ebrei da tutti i territori soggetti alla corona spagnola nel marzo 1492. Questi nuovi immigrati una volta arrivati in Algeria si stabilirono inizialmente nelle città costiere e nelle principali città dell'interno, fondendosi gradualmente con gli ebrei indigeni. Si stabilirono principalmente lungo la costa di Honaïne, ad Orano, Mostaganem, Ténès, Algeri e Bijaya. Molti ebrei si stabilirono a Tlemcen e in altre città di pianura, come Costantina, Miliana e Medea.
I rifugiati spagnoli del 1391 stimolarono il commercio algerino e portarono prosperità economica anche alle comunità ebraiche più remote. Gli ebrei iniziarono ad esportare all'Europa piume di struzzo del Mzab e l'oro africano di Tuat, così come burnus, tappeti, cereali, lana e pelli, mentre i prodotti europei venivano a loro volta venduti in Africa dagli stessi mercanti ebrei. Durante questo periodo relativamente tollerante sotto il governo della dinastia zayyanide, gli ebrei avevano il diritto di possedere proprietà, schiavi, e bestiame. Nelle regioni soggette al potere centrale, gli ebrei pagavano la jizya, l'imposta applicata a tutti i non musulmani. I loro rabbini erano esenti da essa, come lo erano i mercanti, soprattutto i discendenti degli esuli spagnoli, perché pagavano già un'imposta doganale sulle importazioni.